# Abraham Darby I
Abraham Darby (Sedgley, 14 aprile 1678 – Coalbrookdale, 8 marzo 1717) è stato un imprenditore inglese, pioniere dell'industria siderurgica e il primo di una dinastia di fonditori che hanno caratterizzato il primo periodo della rivoluzione industriale inglese e la storia della siderurgia.

## Biografia
Abraham Darby è ricordato in particolare per essere stato il primo ad ottenere la ghisa da minerali di ferro utilizzando non più carbone di legna ma carbon fossile sia pure preventivamente trattato sotto forma di carbon coke.
In effetti nel XVIII secolo lo sviluppo della siderurgia era frenato in tutta Europa dalla carenza di combustibile che derivava dall'esaurimento delle foreste poste in prossimità delle fonderie e dall'impossibilità di impiegare carbone fossile per il suo eccessivo contenuto di zolfo.
Dopo vari tentativi effettuati da vari pionieri di utilizzare il carbon fossile, Abraham Darby fu il primo che intuisce che è necessario trattarlo, per poterlo utilizzare nei processi siderurgici. La cokizzazione attraverso il riscaldamento, permette di eliminare parte dello zolfo. Il trattamento somiglia alla tecnica impiegata per il carbone di legna: il carbone fossile, all'interno di forni, viene coperto con terra dopo aver innescato la combustione. Il calore sviluppato depura il carbone rimasto dallo zolfo attraverso l'eliminazione degli elementi volatili.
Darby, che inizia la sua attività a Bristol, utilizza questo combustibile nel processo di produzione del rame e del piombo e poi, nel 1709 a Coalbrookdale, nel Shropshire, lo impiega per il minerale di ferro.
Questa innovazione, non fu accolta immediatamente dall'industria a causa di iniziale maggior costo, eccesso di silicio nella ghisa e altre difficoltà tecniche, tanto che la fusione con il coke rimane al 5% della produzione fino al 1750.
Lo sviluppo del suo metodo porterà alla tecnologia degli altiforni alimentati a coke, che tuttora è quella utilizzata.

## La dinastia

### Abraham Darby II
Il figlio Abraham Darby II (1716-1763) segue le orme del padre sviluppando la fonderia di Coalbrookdale. Migliora i metodi di produzione dell'acciaio a partire dalla ghisa. Diviene il fornitore di Thomas Newcomen per la fabbricazione delle prime macchine a vapore.
La fornace di Coalbrookdale sotto la sua direzione inizia ad applicare l'utilizzo di macchine a vapore per insufflare aria nell'altoforno, in modo da aumentare la combustione e la purificazione del ferro. Darby riesce così ad ottenere un ferro delle qualità del ferro battuto direttamente dalla fornace con il coke.

### Abraham Darby III

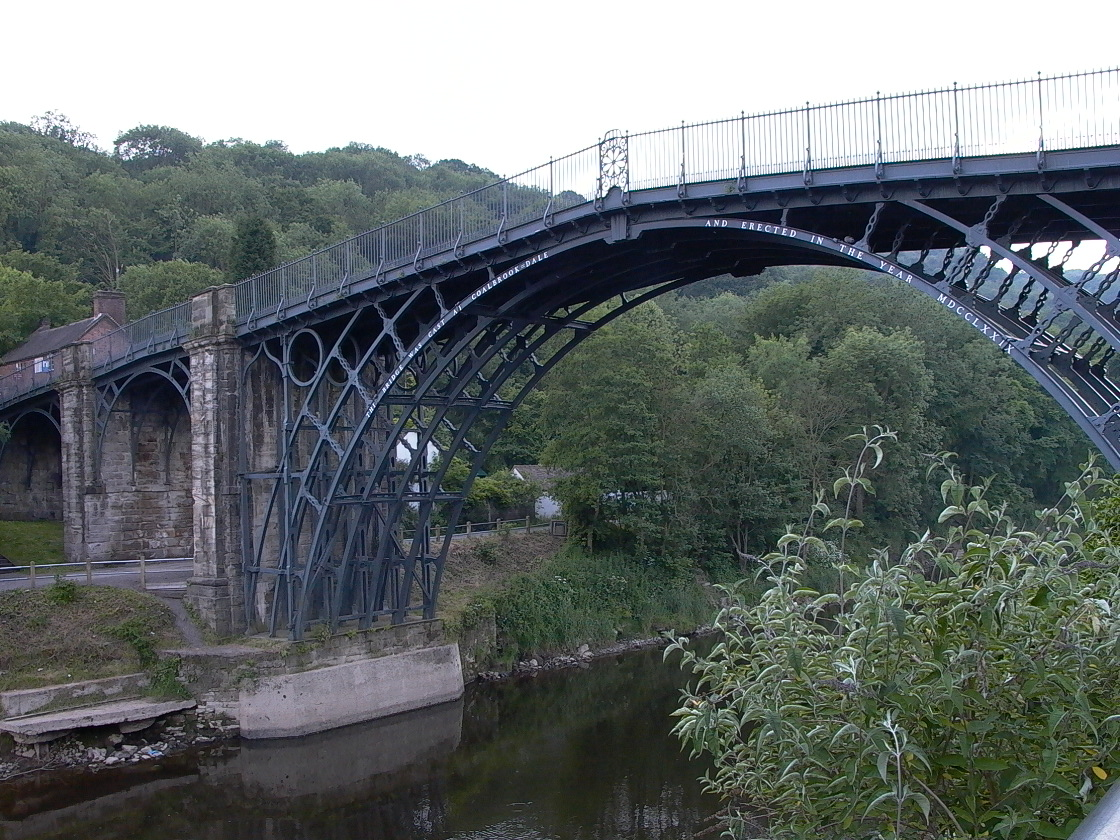
Iron Bridge sur la Severn.

Anche il nipote Abraham Darby III (1750-1791) prosegue l'attività di famiglia, avviando anche la produzione di rotaie. Il suo nome è legato alla realizzazione dell'Iron bridge sul fiume Severn, primo ponte in ghisa, di cui fu il principale sottoscrittore. I componenti costruttivi del ponte furono realizzati nella ferriera di Darby a Coalbrookdale. Dopo la morte del progettista Thomas Farnolls Pritchard la costruzione fu diretta dallo stesso Darby.